# Maksutlu Deresi
La rivière de Maksutlu (Maksutlu Deresi) est une petite rivière turque coupée par le barrage de Maksutlu. 

## Géographie
C'est un affluent de l'Acısu Deresi qu'elle rejoint à environ 5 km en aval du barrage. Son cours en amont du barrage ne dépasse pas 10 km de longueur. L'Acısu Deresi est affluent du fleuve Kızılırmak.